# شجرة جاردين جونيبر
شجرة جاردين جونيبر هي أحد أنواع أشجار العرعر الموجودة في جبال روكي الصخرية، وأحد أقدم الكائنات الحية في وادي لوغان كانيون غرب الولايات المتحدة.
يعتقد أن عمرها يزيد عن 3000 عام، وكشفت العينات الأساسية المأخوذة في الخمسينيات من القرن الماضي أن عمرها حوالي 1500 عام، يبلغ ارتفاعها حوالي (12 مترًا)، تعتبر من الأشجار المعمرة في الولايات المتحدة والعالم.
اكتشفت في عام 1923 من قبل موريس بلود لينفورد عندما كان طالبًا في كلية الزراعة بولاية يوتا، وتم تسميتها على اسم خريج USAC ووزير الزراعة الأمريكي السابق ويليام ماريون جاردين.